# Woh
Woh (engelska: It) är en indisk tv-serie med 52 avsnitt i genren skräck thriller som sändes på Zee TV 1998. I serien medverkar den indiske filmregissören Ashutosh Gowarikar och den kortvuxne skådespelaren Lilliput i titelrollen. Det är en hindi-talande tv-serieadaption av Stephen Kings episka skräckroman Det.

## Handling
Sju tonåringar, Ashutosh, Raja, Julie, Shiva, Ronnie, Sanjeev och Rahul, kämpar mot en ond kraft i form av clownen Woh som kidnappar barn och befriar staden Panchgani från hans onda inflytande. De lovar att återvända om Woh någonsin återvänder. Femton år efter att de skiljts åt börjar Ashutosh se ballonger på platser där barn kidnappas. Han inser genast att Woh har återvänt och uppmanar sina vänner att återvända.
Alla vänner återvänder utom Sanjeev som dödas av Woh. Den dag de inser det tar polisen vännerna i förvar och de berättar hur de kämpade mot Woh med hjälp av Samidha för femton år sedan. Polisen tror på dem och släpper dem. De går och träffar Samidha och hon ansluter sig till deras grupp. De bekämpar Woh med svårighet. Samma dag får Ashutosh veta att hans fru är gravid. Raja friar till Samidha. Alla vännerna återgår till sina normala liv. Dåliga omen inträffar under Ashutoshs barns födelse Siddharth, hans läkare och år senare blir Ashutoshs frus moster mystiskt mördad. Ashutoshs vänner anländer till Siddharths sjunde födelsedag, de inser att Woh har återvänt i form av Siddharth. De går till samma grottor och får reda på av Wohs mor att han är hennes son som fick problem med samhället på grund av sin korta längd. Han tog livet av sig och blev ett hämndlystet spöke. Vännerna övertalar honom att lämna Siddharths kropp och hjälpa honom att nå frälsning. Siddharth räddas och berättelsen slutar på ett bra sätt.

## Roller
- Lilliput som Vikram / Woh
- Ashutosh Gowarikar som Ashutosh Dhar
  - Shreyas Talpade som unga Ashutosh Dhar
- Mamik Singh som Rahul Sahni
- Nasirr Khan som Raja
  - Ankur Javeri som unga Raja
- Anupam Bhattacharya som Sanjeev 
  - Parag Nair som unga Sanjeev
- Amit Mistry as Ronnie Batliwala 
  - Sumeet Goradia som unga Ronnie Batliwala
- Shonali Malhotra as Samidha Dikshit, Omkarnaths dotter
  - Juhi Parmar as Young Samidha Dikshit, Omkarnaths dotter
- Seema Shetty som Julie
  - Namrata Gaur som unga Julie
- Ankush Mohla som Shiva 
  - Adesh Rathi som unga Shiva
- Parzan Dastur som Siddharth Dhar, Ashutoshs son
- Sulabha Deshpande som Vikrams / Wohs mor
- Manoj Joshi som Amit Divecha
- Daya Shankar Pandey som Chandu
- Asif Basra som Omkarnath Dikshit, historieläraren
- Saurabh Dubey som Pinto, Julies farfar
- Mukesh Jadhav som Anand
- Iqbal Azad som kommissarie Shinde
- Sukanya Kulkarni som Radhika Dhar, Ashutoshs fru
- Prashant Rane som Rohit Sahni, Rahuls bror
- Gyan Prakash som Shivas far
- Shobha Pradhan som Ronnies mor
- Dolly Dotiwalla som mrs Cooper, bibliotekarien
- Vicky Ahuja som Ranjeet 
  - Yogesh Pagare som unga Ranjeet
- Raul Dias som Chikki
- Shishir Rungta som Samir
- Dr. Vilas Ujawane som Samirs far (Shivas farbror)
- Meena Naik som Samirs mor (Shivas faster)
- Nayan Bhatt som Nayan, hushållerskan
- Kannu Gill som Durga Masi (Radhikas moster)
- Pratibha Goregaonkar som mrs Bhinde, lärare i Hindi
- Amarnath Mukherjee som mr Bhalla
- Ramesh Goyal som Salim Bhai